# 15회 TV 바둑 아시아 선수권대회
15회 TV 바둑 아시아 선수권대회는 대한민국, 중국, 일본의 속기전 상위 입상자가 참가한 바둑 기전이다. 4월 말에 서울 강서구 외발산동 메이필드(mayfield) 호텔에서 개최할 예정이었으나 사스 (SARS·중증급성호흡기증후군)의 일정이 연기되어 9월 4일에 개최되어 대회가 치러졌다. 결승에서는 중국의 저우허양 九단이 일본의 미무라 토모야스 九단을 꺾고 우승했다. 중국 바둑팬들이 오랫동안 고대하던 '우승'을 마침내 한을 풀었다.

## 대회 일정
| 구분                     | 일정    | 장소                                         |
| ------------------------ | ------- | -------------------------------------------- |
| 개막식                   | 9월 3일 | 서울 강서구 외발산동 메이필드(mayfield) 호텔 |
| 1회전 1~2국              | 9월 4일 | 서울 강서구 외발산동 메이필드(mayfield) 호텔 |
| 1회전 3국, 준결승 1국    | 9월 5일 | 서울 강서구 외발산동 메이필드(mayfield) 호텔 |
| 준결승 2국               | 9월 6일 | 서울 강서구 외발산동 메이필드(mayfield) 호텔 |
| 결승전, 시상식 및 폐막식 | 9월 7일 | 서울 강서구 외발산동 메이필드(mayfield) 호텔 |

## 출전 기사 명단
- 일본: 미무라 토모야스(50기 NHK배 우승자), 왕리청(50기 NHK배 준우승자)
- 대한민국: 이창호 九단(21기 KBS 바둑왕전 우승자, 14회 전기 우승자 준결승 시드), 이상훈(大) 九단(21기 KBS 바둑왕전 준우승자), 장주주 九단(21기 KBS 바둑왕전 3위)
- 중국: 저우허양(CCTV배 초상은행배 우승자), 펑취안(CCTV배 초상은행배 준우승자)

## 대진표
|  | 8강전           | 8강전           |                 |    | 준결승전 | 준결승전 |  |  | 결승전 | 결승전 |
|  |                 |                 |                 |    |          |          |  |  |        |        |
|  |                 |                 |                 |    |          |          |  |  |        |        |
|  |                 |                 |                 |    |          |          |  |  |        |        |
|  | 이창호          |                 |                 |    |          |          |  |  |        |        |
|  |                 |                 |                 |    |          |          |  |  |        |        |
|  |                 |                 |                 |    |          |          |  |  |        |        |
|  | 이창호          | 패              |                 |    |          |          |  |  |        |        |
|  | 이창호          | 패              |                 |    |          |          |  |  |        |        |
|  |                 | 미무라 토모야스 | 승              |    |          |          |  |  |        |        |
|  | 펑취안          | 미무라 토모야스 | 승              | 패 |          |          |  |  |        |        |
|  | 펑취안          |                 |                 | 패 |          |          |  |  |        |        |
|  | 미무라 토모야스 | 승              |                 |    |          |          |  |  |        |        |
|  | 미무라 토모야스 | 승              | 미무라 토모야스 | 패 |          |          |  |  |        |        |
|  |                 |                 | 미무라 토모야스 | 패 |          |          |  |  |        |        |
|  |                 | 저우허양        | 승              |    |          |          |  |  |        |        |
|  | 장주주          | 저우허양        | 승              | 패 |          |          |  |  |        |        |
|  | 장주주          |                 |                 | 패 |          |          |  |  |        |        |
|  | 저우허양        | 승              |                 |    |          |          |  |  |        |        |
|  | 저우허양        | 승              | 저우허양        | 승 |          |          |  |  |        |        |
|  |                 |                 | 저우허양        | 승 |          |          |  |  |        |        |
|  |                 | 왕리청          | 패              |    |          |          |  |  |        |        |
|  | 왕리청          | 왕리청          | 패              | 승 |          |          |  |  |        |        |
|  | 왕리청          |                 |                 | 승 |          |          |  |  |        |        |
|  | 이상훈(大)      | 패              |                 |    |          |          |  |  |        |        |
|  | 이상훈(大)      | 패              |                 |    |          |          |  |  |        |        |

## 대국 결과
| 대국         | 대국일자 | 승자                 | 패자                 | 결과             | 기보 |
| ------------ | -------- | -------------------- | -------------------- | ---------------- | ---- |
| 1회전 1국    | 9월 4일  | 미무라 토모야스 九단 | 펑취안 六단          | 323수 백 2집반승 |      |
| 1회전 2국    | 9월 4일  | 저우허양 九단        | 장주주 九단          | 208수 백 불계승  |      |
| 1회전 3국    | 9월 5일  | 왕리청 九단          | 이상훈(大) 七단      | 149수 흑 불계승  |      |
| 준결승전 1국 | 9월 5일  | 미무라 토모야스 九단 | 이창호 九단          | 176수 백 불계승  |      |
| 준결승전 2국 | 9월 6일  | 저우허양 九단        | 왕리청 九단          | 261수 흑 반집승  |      |
| 결승전       | 9월 7일  | 저우허양 九단        | 미무라 토모야스 九단 | 194수 백 불계승  |      |

## 특이 사항
- 21기 KBS 바둑왕전 우승자인 이창호가 전기 우승자 시드를 받은 관계로 3위를 차지한 장주주가 출전권을 획득했다.
- 저우허양 九단이 우승하여 최강의 광전사라 부른다.

## TV 중계
KBS 코리아와 KBS 1TV 동시 중계로 재방송은 녹화방송되어 KBS 코리아에서만 방송되었다. 시상식(우승자·준우승자)는 김병찬 前 아나운서가 맡았다.